# Salmo ferox
Salmo ferox es una especie de pez de la familia Salmonidae en el orden de los Salmoniformes.

## Alimentación
Come peces hueso e insectos. En Escocia se nutre de invertebrados hasta que llega a los 30 cm de largo, entonces adopta una dieta piscívora basada, principalmente, en especies del género  Salvelinus .

## Hábitat
Vive en zonas de  aguas dulces  templadas.

## Distribución geográfica
Se encuentran en las islas británicas: Irlanda, Escocia, Cumbria y Gales.